# Waadhoeke
Waadhoeke é um município dos Países Baixos, situado na província da Frísia. Tem 315,26 km² de área e sua população em 2020 foi estimada em 46.098 habitantes.